# Luis de Mercado y Peñalosa
Luis de Mercado (Segovia, s.XVI-s. XVII) fue un caballero y magistrado castellano.

## Orígenes familiares
Fue uno de los hijos del matrimonio formado por Pedro de Mercado y Peñalosa, y Catalina Briceño.
Su padre fue un importante magistrado nacido en Arévalo que llegó a ser consejero de Indias, y después de Castilla. Su madre era hija de Rodrigo Ronquillo, militar castellano, fiel a Carlos I durante la Guerra de las Comunidades.
Tuvo otros hermanos:
- Ana de Peñalosa, casa con don Juan de Guevara (-1579) y sin descendencia que alcanzara la madurez.
- Gonzalo Ronquillo, militar, que llegaría a ser capitán general de Filipinas.
- Pedro Mercado de Peñalosa, militar que pasó a Indias y fue gobernador de Tucumán.

## Biografía
Luis seguiría los pasos de su padre, estudiando leyes en la Universidad de Salamanca. En esta ciudad sería juez metropolitano del arzobispo de Santiago.
En 1567 fue nombrado oidor de la Real Audiencia de los Grados de Sevilla. Tres años después, en 1570, pasó a desarrollar este mismo cargo en la Chancillería de Granada. Tuvo un papel relevante en esta posición y, según Ezquerra Revilla, se hizo notar de algunos presidentes del Consejo de Castilla. Desde 1576 se intentó por parte de algunos miembros de la conocida como facción castellanista, su ingreso en algunos de los consejos de la Corte.
Estando en Granada, alojó en 1582 y durante unos meses a las monjas carmelitas descalzas que venían a fundar en esta ciudad. En este momento vivía don Luis con su hermana Ana de Peñalosa, viuda, quién trabaría una importante amistad con San Juan de la Cruz. Esta relación culminaría con la fundación en Segovia de un convento carmelita descalzo masculino, con parte del legado del fallecido marido de doña Ana, don Juan de Guevara.
El 7 de octubre de 1587 sería nombrado finalmente consejero del Consejo de Indias. Este nombramiento no fue de su agrado, ya que quería ser consejero del de Castilla, como lo había sido su padre.
Sus intentos por ser consejero del Consejo de Castilla, llegarían a importunar al propio Felipe II.
A pesar de todo lo anterior, el 26 de septiembre de 1590 fue nombrado consejero de Castilla. En esta posición tuvo un papel especialmente activo en la década de 1590, aunque por haber recibido órdenes sagradas no podía participar en los negocios criminales.
Entre 1601 y 1604 fue también consejero de la Inquisición. En este último año pasó a la Contaduría Mayor de Hacienda.
Murió después de 1604, tras haber pasado unos años de mala salud.

### Individuales
1. ↑  Lamet Moreno, Pedro Miguel (2021). «Biografía de una amistad: Juan de la Cruz y Ana de Peñalosa». Llama de amor viva de San Juan de la Cruz: Actas del IV Congreso Mundial Sanjuanista (Ávila, 31 de agosto-6 de septiembre de 2020), 2021, ISBN 978-84-18303-77-7, págs. 57-88 (Grupo editorial Fonte): 57-88. ISBN 978-84-18303-77-7. Consultado el 21 de enero de 2024.
2. ↑  San José, Fray Eulogio de, O.C.D. (1 de noviembre de 1891). «San Juan de la Cruz». Revista Carmelitano-Teresiana: 33-37.